# Allophylus pseudopaniculatus
Allophylus pseudopaniculatus är en kinesträdsväxtart som beskrevs av Bak. f.. Allophylus pseudopaniculatus ingår i släktet Allophylus och familjen kinesträdsväxter. Inga underarter finns listade i Catalogue of Life.